# Перстач норвезький
Перстач норвезький (лат. Potentilla norvegica) — вид квіткових рослин роду перстач родини розові (Rosaceae).

## Ботанічний опис
Однорічна рослина 15-50 см заввишки.
Стебла прості, поодинокі або по декілька, зазвичай прямостоячі, розгалужені, вкриті жорсткими відстовбурченими волосками. Листки трійчасті, іноді нижні пальчасті. Прилистки гострі, цілокраї, з обох сторін волосисті.
Квітки численні. Чашечка волосиста, пелюстки дрібні, довжиною 4 мм, рівні або коротші за чашолистки. Цвіте у червні-вересні.

## Поширення
Зустрічається у Європі, Північній Америці, Сибіру та на Далекому Сході; в Україні — по усій території окрім Криму. Росте на вологих піщаних місцинах, на городах.